# Principe (Biancaneve)
Il principe è un personaggio immaginario della fiaba Biancaneve dei fratelli Grimm.

## Storia originale
Nella fiaba originale il principe, passando di lì a cavallo per il bosco, vede una bara di cristallo con dentro una bella principessa. Era Biancaneve, avvelenata dalla sua matrigna, gelosa della sua bellezza. Il principe vorrebbe portarla nel suo castello, per poterla ammirare e onorare per tutti i giorni della sua vita. Dopo molte insistenze i nani, impietositi dai sentimenti del giovane, acconsentono alla sua richiesta. Avviene però che uno dei servi del principe, arrivati per trasportare la bara al castello del principe, inciampi in una radice scoperta facendo cadere la bara giù per il fianco della collina. Durante la caduta, dalla bocca di Biancaneve esce il boccone di mela avvelenato, e così la ragazza si risveglia. Biancaneve s'innamora subito del principe e vengono organizzate le nozze.

## Adattamenti
Il principe appare in diversi adattamenti della fiaba:

### Film
- Snow White (1916): interpretato da Creighton Hale
- Snow White (1916)
- Snow White (1917): interpretato da William Clifford
- Coal Black and de Sebben Dwarfs (1943), cartone animato Looney Tunes: doppiato da Zoot Watson
- Schneewittchen (1955): interpretato da Niels Clausnitzer
- Biancaneve e i tre compari (Snow White and the Three Stooges) (1961): interpretato da Edson Stroll, doppiato in italiano da Lorenzo Scattorin
- Divagazioni erotiche (Grimms Märchen von lüsternen Pärchen) (1969): interpretato da Milos Gvozdich
- La meravigliosa favola di Biancaneve (Pamuk Prenses ve 7 cüceler) (1970): interpretato da Salih Güney, doppiato in italiano da Gianni Giuliano
- La principessa sul pisello (1973): interpretato da Gino Milli
- Biancaneve & Co. (1982): interpretato da Mireno Scali
- Biancaneve (Snow White) (1987): interpretato da James Ian Wright, doppiato in italiano da Oreste Baldini
- Biancaneve - E vissero felici e contenti (Happily Ever After: Snow White's Greatest Adventure) (1989): doppiato in originale da Michael Horton e in italiano da Sandro Acerbo
- C'era una volta Biancaneve (Sněhurka a sedm trpasliku) (1992): interpretato da Alessandro Gassmann, doppiato in italiano da Riccardo Rossi
- Biancaneve e i sette nani (1995): interpretato da Djolt Gaber
- Snow White (1996), cartone animato
- Biancaneve... dieci anni dopo (1999): interpretato da Zenza Raggi
- Branca de Neve (2000): interpretato da Reginaldo da Cruz
- La vera storia di Biancaneve (Snow White. The Fairest of Them All) (2001): interpretato da Tyron Leitso, doppiato in italiano da Francesco Bulckaen
- Sydney White - Biancaneve al college (2007): interpretato da Matt Long, doppiato in italiano da Fabrizio Manfredi
- Biancaneve (Mirror Mirror) (2012): interpretato da Armie Hammer, doppiato in italiano da Gianfranco Miranda
- Biancaneve e il cacciatore (Snow White & the Huntsman) (2012): interpretato da Sam Claflin, doppiato in italiano da Gabriele Sabatini
- Biancaneve (Snow White), regia di Marc Webb (2025): interpretato da Andrew Burnap, doppiato in italiano da Alessandro Campaiola

### Serie televisive
- Le favole più belle ( Festival Of Family Classics) ( 1973 ): doppiato da Harry Stockwell.
- Le più belle favole del mondo ( Manga Sekai Mukashi Banashi) (1976-1979).
- C'era una volta ( Sekai dōwa anime zenshū) (1982)
- Nel regno delle fiabe (Shelley Duvall's Faerie Tale Theatre) (1984): interpretato in un episodio da Rex Smith
- Le fiabe son fantasia (Grimm Meisaku Gekijou) (1987): doppiato in italiano da Gianfranco Gamba
- Libri in TV (1994).
- La leggenda di Biancaneve (Shirayuki Hime no Densetsu) (1994): doppiato in originale da Takehito Koyasu e in italiano da Luca Semeraro
- Le fiabe più belle (Anime Sekai no Dowa) (1995)
- Simsalagrimm (Simsala Grimm) (1999)
- Le più belle fiabe dei fratelli Grimm (Acht auf einen Streich) (2009): interpretato da Nicolás Artajo, doppiato in italiano da Paolo Vivio
- C'era una volta (Once Upon a Time) (2011): interpretato da Josh Dallas, doppiato in italiano da David Chevalier

### Versione Disney

Il principe Florian nella versione Disney

Il principe compare anche nel primo lungometraggio animato di Walt Disney, Biancaneve e i sette nani del 1937 dove non viene rivelato il suo nome. In alcuni prodotti del franchise Disney ufficiale, il nome del principe è stato talvolta riportato come Florian. Tuttavia il nome è successivamente caduto in disuso e il personaggio è semplicemente noto come The Prince, "il Principe", anche all'interno dei prodotti ufficiali. È doppiato in originale da Harry Stockwell e in italiano da Giulio Panicali e Giovanni Manurita (voce e canto nel doppiaggio del 1937) e da Romano Malaspina e Bruno Filippini (voce e canto nel ridoppiaggio del 1972).
Il principe appare nelle prime scene del film: il principe arriva al castello in groppa al suo cavallo bianco e trova Biancaneve, una ragazza vestita di stracci che prende l'acqua da un pozzo e canta per allietare la giornata. Nel riflesso dell'acqua, Biancaneve scorge il principe e, interrotta la propria canzone, corre sul balcone, dove può osservarlo da lontano. Il principe, triste per la fuga rapida della fanciulla, continua il suo canto e Biancaneve lo ascolta dal balcone. In realtà la ragazza è una principessa, costretta ad una umile vita dalla sua matrigna, la regina Grimilde, che scorge da una finestra del castello l'incontro dei due giovani. Biancaneve manda una sua colomba al principe, la colomba da un bacio al principe e vola via, dopodiché Biancaneve e il principe si salutano. Verso la fine del film, dopo che Biancaneve è stata avvelenata dalla matrigna e sta dormendo nella sua bara di cristallo, viene trovata dal principe, che si avvicina a Biancaneve e la risveglia con un bacio, spezzando l'incantesimo. Biancaneve sale sul cavallo bianco del principe, saluta i nani e il principe la porta al suo castello dove si sposano e vivranno per sempre felici e contenti.
Il principe appare nella serie House of Mouse - Il Topoclub, nel videogioco Kingdom Hearts Birth by Sleep e ha funto da parziale ispirazione per il personaggio di Jonathan, interesse amoroso di Biancaneve, nel film remake live-action del 2025, interpretato dall'attore statunitense Andrew Burnap e doppiato in italiano da Alessandro Campaiola.